# 君はレゲエ1000%
『君はレゲエ1000%』（きみはレゲエせんパーセント、YOU ARE REGGAGE 1000%）は、1995年7月にリリースしたオメガトライブの英語カヴァーアルバム。

## 解説
- タイトルは1986オメガトライブの代表曲「君は1000%」とイギリスのTelstar Recordsがリリースし、日本でも輸入盤として発売された、コンピレーションアルバム「100% REGGAE」シリーズにかけているといわれている。
- ヴォーカルはJoey Johnson。

## 収録曲
- 全曲英語詞:トミー・スナイダー、括弧内は英語題。

1. 君は1000% (TELL ME WE'LL MEET AGAIN)
2. COSMIC LOVE (GONNA FIND YOU SOON)
3. アクアマリンのままでいて (LOVER'S PARADISE)
4. SUMMER SUSPICION
5. ROUTE 134 (DOWN BY THE SHORE)
6. ふたりの夏物語 -NEVER ENDING SUMMER-（YOUR SUMMER WAVE)
7. 君のハートはマリンブルー (DANCE OF MINE)
8. SUPER CHANCE
9. ガラスのPALM TREE (THE WONDER THAT IS YOU)
10. アスファルト・レディ (LOVELY GIRL)